# Serviciul de Telecomunicații Speciale
Serviciul de Telecomunicații Speciale (STS) este organul central de specialitate, din România, care organizează și coordonează activitățile în domeniul telecomunicațiilor speciale pentru autoritățile prevăzute prin lege. Instituția este organizată după o structură militară și face parte din sistemul național de apărare.
Instituția este cunoscută și după numele de cod UM 02999.
STS se află în subordinea Consiliului Suprem de Apărare a Țării (CSAT). Controlul asupra activității instituției se exercită de către Parlamentul României, prin comisiile pentru apărare, ordine publică și siguranță națională ale celor două Camere.
Prin telecomunicații speciale se înțelege transmisii, emisii sau recepții de date (semne, semnale, scrieri, imagini, sunete sau informații de orice natura prin fir, radio, sistem optic sau prin alte sisteme electromagnetice) pentru utilizatori menționați de legislația în vigoare.
Utilizatorii care beneficiază de STS sunt: Parlamentul României, Administrația Prezidențială, Guvernul României, Instituțiile cu rol în siguranța națională, Administrația publică centrală și locală, Autoritățile judecătorești, Ministerul Public, Consiliul Superior al Magistraturii, Curtea de Conturi, Curtea Constituțională a României și alte organisme guvernamentale și neguvernamentale prevăzute de lege.

## Organizare

### Comandanții Unității Speciale de Transmisiuni "R"
- General maior (r) ing. Iuliu Plăpcianu (1 iulie 1969 - 1 iunie 1980)
- General-maior (r) ing. Stelian Pintelie (1 iunie 1980 - 23 iunie 1984)
- General de brigadă (r) ing. Victor Danciu (1 octombrie 1984 - 16 martie 1987)
- General maior (r) ing. Remus Radu (16 martie 1987 - 11 ianuarie 1990)

### Directorii Serviciului de Telecomunicații Speciale
- General maior (r) ing. Ionel Dumitrescu (11 ianuarie - 12 iunie 1990)
- General de brigadă (r) ing. Ștefan Coman (12 iunie 1990 - 20 decembrie 1995)
- General-maior (r) ing. Tiberiu Lopatiță (20 decembrie 1995 - 1 noiembrie 1997)
- General maior (r) ing. Mircea Anghel (1 noiembrie 1997 - 16 martie 1999)
- General-maior (r) dr. ing. Ion Sima (16 martie 1999 - 12 februarie 2001)
- General (r) ing. Tudor Tănase (12 februarie 2001 - 7 decembrie 2005)
- General (r) ing. Marcel Opriș (7 decembrie 2005 - 1 august 2017)
- General-locotenent ing. Ionel-Sorinel Vasilca (1 august 2017 - 29 iulie 2019)
- General ing. Ionel-Sorin Bălan (27 mai 2020 - prezent)

## Critici
În urma deficiențelor în intervenția autorităților în accidentul din Munții Apuseni, asociația APADOR-CH a cerut public desființarea STS, citând lipsa unei coordonări, netransparența acordării bugetului agenției, evitarea risipirii banilor publici și „inutilitatea [sa] ca structură specială de telecomunicații cu regim de serviciu secret/de informații.”
În 29 iulie 2019, generalul Ionel Sorinel-Vasilca a demisionat din funcția de director al STS în scandalul crimei de la Caracal.